# Hoek Loos
Hoek Loos was een Nederlandse producent van zuurstof en andere gassen, ontstaan in 1971 als fusie van Hoek's machine en zuurstoffabriek gevestigd te Schiedam met de firma Loos & Co., te Amsterdam. Beide waren producent van apparatuur voor gassen en van gassen.

## Oorsprong Hoek
Hoek's machine en zuurstoffabriek is vooral het resultaat van de inventiviteit en het doorzettingsvermogen van een persoon, Willem Adriaan Hoek (1870-1953). Deze vestigde zich, na een ingenieursopleiding in Duitsland, in 1902 als constructeur in Rotterdam. In 1905 ontwikkelde hij een stoomsleperswagen die in 1907 met succes beproefd werd. De afzet bleef echter ver achter bij de verwachtingen, Hoek richtte zich vervolgens in zijn eenvoudige werkplaats op reparatiewerk. Daaronder waren ook lucht- en waterstofcompressoren van de Maatschappij Oxygenium te Schiedam. Hoek ontwikkelde een HD-compressor naar eigen systeem en was daarin meteen succesvol. Hoek verhuisde in 1910 naar een terrein aan de Buitenhaven te Schiedam, waar hij naast het bestaande woonhuis een fabriekje oprichtte. In 1912 werd de onderneming in een nv omgezet: W.A. Hoek's machine en zuurstoffabriek, met een maatschappelijk kapitaal van f 300.000. De naam geeft al aan dat bij Hoek naast compressors ook de productie van zuurstof ter hand was genomen. Er werkten in 1914 al 120 personen. Het ging hard: in 1915 verhuisde men naar een nieuwe locatie aan de Wilhelminahaven te Schiedam, met naast de machinefabriek, een zuurstoffabriek en een metaalgieterij. In 1916 werd het maatschappelijk kapitaal uitgebreid tot f 1 miljoen. Ondertussen was een zuurstoffabriek te Amsterdam opgericht (1913), gevolgd door een te Tandjong Priok (1914).

## Expansie Hoek
In 1921 verwierf Hoek een controlerend belang in stad- en branchegenoot Oxygenium die als zelfstandige nv bleef bestaan. De winstgevendheid van Hoek in al die jaren blijkt wel uit het feit dat de daarvoor uitgeschreven obligatielening van een half miljoen gulden binnen tien jaar was gedelgd. In 1925 was het  bedrijfsoppervlak 24000 m². De machinefabriek vervaardigde: compressoren, fittings en appendages, complete zuurstof- en stikstofinstallaties en ondergrondse drukluchtlocomotieven naast de vervaardiging en reparatie van autogene lasapparaten. Ondertussen werd er zowel in Nederland als in Nederlands-Indië gewerkt aan uitbreiding. Na Tandjong Priok volgden nog fabrieken te Surabaja en Bandoeng. Midden jaren vijftig telde Hoek in het totaal 14 fabrieken (naast de eerder genoemde ook te Utrecht, Groningen, Dieren, Hengelo, Rotterdam en 's-Gravenhage) en circa 100 filialen en depotplaatsen. Ondertussen bleef het een familiebedrijf: de oprichter werd opgevolgd door drie zonen: Cornelis (“Ten”), Willem Elise (“Sim”) en Hendrik Wouter Gerard (“Henk”) Hoek.

## G. L. Loos & Co's Fabrieken N.V.
Diverse bedrijven waren begin 20ste eeuw op de Nederlandse markt van zuurstof en gassen actief die onder meer gebruikt werden bij het opkomende lassen. Een van hen kwam voort uit de door Goossen Leendert Loos in 1890 in Amsterdam gevestigde handel in Victoria mineraalwater. In 1902 ontstond de firma Loos & co., waar de handel in koolzuurgas en zuurstof onderdeel was. Dit leidde in 1920 tot een eigen zuurstoffabriek in Amsterdam-Noord, aan de Grasweg en Distelweg. Hier werd ook lasapparatuur vervaardigd waarvan het gebruik door middel van demonstraties e.d. actief werd gepromoot.
De naoorlogse groei bij Loos in Amsterdam leidde in 1958 tot de ingebruikname van een nieuw fabriekscomplex in Amsterdam-West. Nauwe samenwerking met de Centrale Ammoniakfabriek te Weesperkarspel leidde in 1962 tot overname van laatstgenoemd bedrijf, waardoor vloeibaar en vast koolzuur aan het programma van Loos werd toegevoegd. De naam van de Centrale Ammoniakfabriek werd toen gewijzigd in Loosco Centrale Koolzuurfabriek N.V.

## Het fusiebedrijf
Het fusiebedrijf was een van de vier leveranciers van gassen in Nederland. Naast de gassen (circa 70% van de omzet, sinds 1967 in de eigen fabriek in IJsselstein) werd ook daarmee samenhangende industriële en medische apparatuur vervaardigd. Bij Hoek werkten ruim 500 mensen. Loos was sterk in beademings- en anesthesieapparatuur. In 1980 telde het fusiebedrijf 1100 werknemers. De noodzaak tot schaalvergroting leidde aanvankelijk tot eigen expansie. Zo werden in 1980 en 1981 twee bedrijven in de VS overgenomen. In 1984 sloot het concern, dat 1210 werknemers telde, een samenwerkingsovereenkomst met twee Duitse reuzen op gasgebied, Linde en Messler-Griesheim. In 1988 ging Hoek Loos samen met een andere grote buitenlandse producent, het Zweedse AGA, over tot een vestiging in Botlek. Rond 1990 werd de divisie Medical Systems nieuw leven 'ingeblazen', het fusiebedrijf telde toen 1300 werknemers. Ondanks deze groei (ook internationaal: een kwart van de omzet kwam uit de VS), was Hoek Loos te klein om zelfstandig voort te gaan. In 1992 kwam het tot een uitruil met Linde die de productiefaciliteit bij Hoogovens overnam en daarmee een belang in Hoek Loos verwierf en dit vervolgens uitbouwde tot een overname. 